# Christian Dorche
Pour les articles homonymes, voir Dorche.
Christian Dorche, dit Dorchekinen, ou Le Gapençais volant, né le 27 janvier 1947 à Gap (Hautes-Alpes) et mort le 8 juillet 2025 à Orpierre (Hautes-Alpes), est un pilote de rallye français.

## Biographie
Christian Dorche fait ses débuts en course en 1969, sur Renault 8 Gordini.
Il dispute 33 rallyes en Championnat du monde des rallyes de 1973 à 1995, dont 14 éditions du Rallye Monte-Carlo. Ses saisons les plus fournies sont 1982 (6 rallyes) et 1983 (5).
Il se classe dans les 10 premiers à cinq reprises: Monte-Carlo 1987 (7e - team Citroën compétition, le meilleur résultat d'une Visa Rallye Chrono en mondial), Rallye du Portugal 1982 (8e), Rallye du Portugal 1984 (9e), Rallye Monte-Carlo 1975 (10e), Tour de Corse 1978 (10e).
Il obtient aussi une 5e place au Tour de France automobile en 1978 (copilote Gérard Roncin, sur Opel Kadett GTE).
Christian Dorche meurt à Orpierre le 8 juillet 2025 à l'âge de 78 ans.

## Titre
- Champion de France des rallyes Terre: 1986 (sur Citroën Visa 1000 pistes);
  - Vice-champion de France des rallyes Terre: 1990 (sur Citroën Visa 1000 pistes).

## Victoires

### Rallye Terre
- Rallye Terre des Cardabelles : 1989 (sur Citroën Visa 1000 pistes, copilote Didier Breton) ;
- Rallye Terre des Charentes : 1989 (sur Citroën Visa 1000 pistes, copilote Didier Breton) ;
- Rallye Terre de Vaucluse : 1992 (sur Nissan Sunny GTI-R, copilote Thierry Barjou) ;
- Rallye Terre de Castine : 1993 (sur Citroën Visa 1000 Pistes).